# Réseau Liberté-Québec
 (septembre 2018).
Si vous disposez d'ouvrages ou d'articles de référence ou si vous connaissez des sites web de qualité traitant du thème abordé ici, merci de compléter l'article en donnant les références utiles à sa vérifiabilité et en les liant à la section « Notes et références ».
Le Réseau Liberté-Québec (RLQ) est un organisme sans but lucratif visant le réseautage de tous les Québécois qui partagent des idéaux de droite libertariens. Il a été fondé par différents activistes politiques, dont plusieurs ont été proches de l'ADQ, au cours de l'été 2010. 

## Présentation
Le comité organisateur du Réseau Liberté Québec est composé de Joanne Marcotte (porte-parole officielle du Réseau Liberté Québec), Éric Duhaime, Roy Eappen , Gérard Laliberté, Ian Sénéchal et Guillaume S. Leduc. Joanne Marcotte, Éric Duhaime, Ian Sénéchal et Guillaume S. Leduc ont été membres ou proches de l'ADQ. Quant à Roy Eappen, il se définit sur son blog comme un monarchiste catholique conservateur (blogging tory).
Le journal The Star décrit le mouvement comme similaire au Tea Party,.